# فحم مضغوط

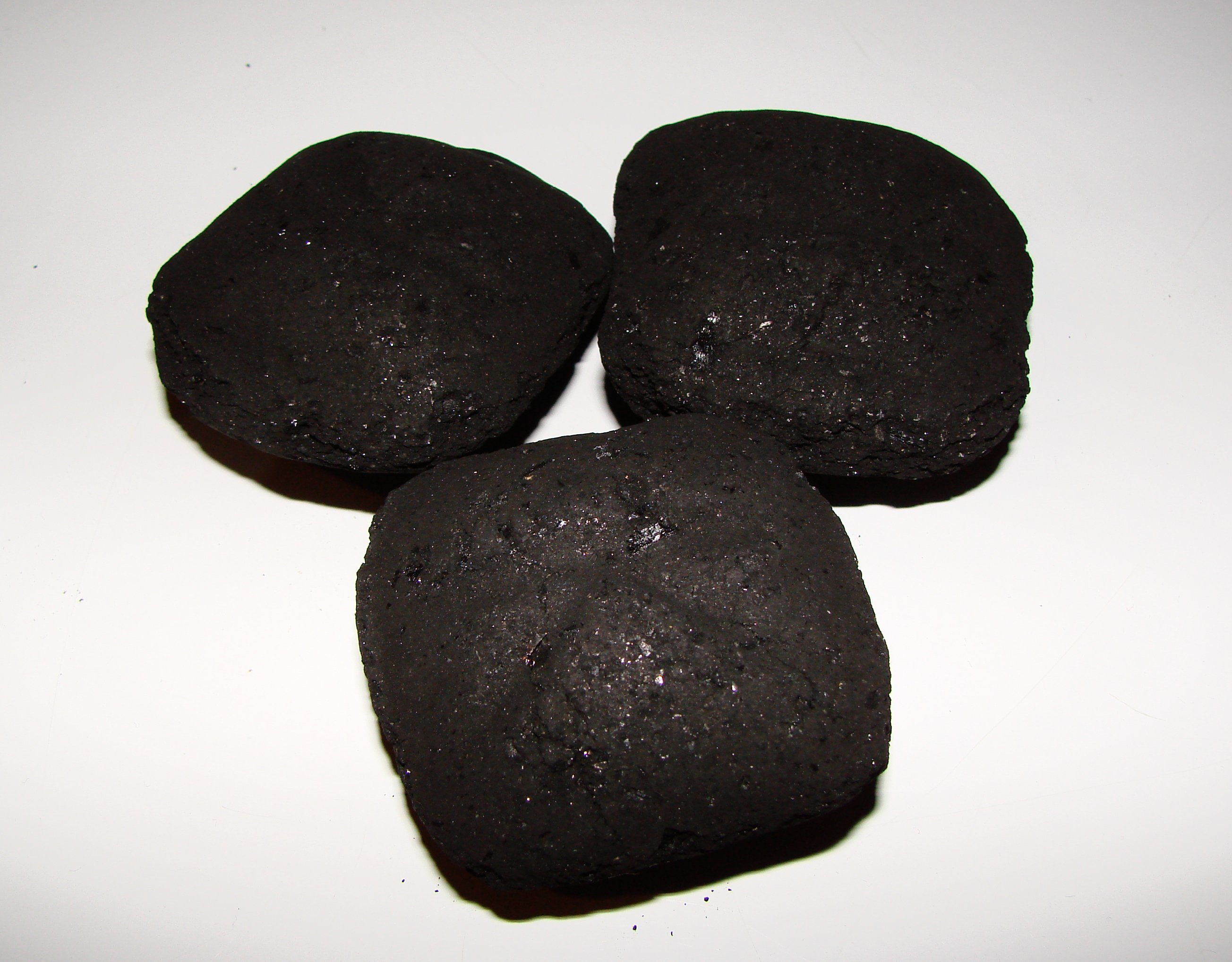

الفحم المضغوط هو فحم يمكن التحكم في اشكاله بصورة أصابع اسطوانية قطرها 3/4 بوصة بطول من 10 إلي 20 سم.ويصنع من مخلفات الفحم الحجري ومن مميزاته انه لا يصدر رائحة أو دخان ويظل مشتعلا فترة طويلة، ويستخدم في المنازل بوصفه سهلاً للاستخدام.
لكنّه يبعث بغاز أول أكسيد الكريون طوال فترة بداية اشتعاله لذا ينصح بعدم استخدامه داخل البيوت وأن يقتصر استخدامه في الهواء الطّلق.وقد سجّلت حالات وفاة عديدة في اليابان اختناقا بهذا الغاز السّام نتيجة استعماله في بيئة مغلقة. 
طرق صناعة الفحم المضغوط تنقسم الي طريقتين:-
1. الطريقة الأولي تعتمد علي مخلفات الاخشاب حيث يتم فرم مخلفات الاخشاب وكبسها بمكابس خاصة لهذا الغرض ثم يتم بعد ذلك تفحيم الناتج من هذه المكابس بافران تفحيم مخصصة لهذا الغرض، بيحث تكون متوافقة بيئيا ولا تصدر أي تلوثات أو غازات ملوثه للبيئة كما في الطرق القديمة للتفحيم
2. الطريقة الثانية تعتمد في الأساس علي مخلفات وبقايا الفحم الصغيرة الناتجة عن استخراجة وتكون بكميات كبيرة، التي يتم كبسها وضغطها إما في هيئة قوالب أو أشكال بيضاوية في حجم البيضة فيسهل استعمالها بنظافة من دون التسبب في انتشار الغبار.

## اقرأ أيضا
- غبار فحم
- الفحم الحجري
- الفحم النباتي
- الفحم النفطي
- قائمة الدول حسب إنتاج الفحم